# Castlevania: Circle of the Moon
Castlevania: Circle of the Moon é um jogo eletrônico de ação-aventura da série Castlevania, desenvolvido e publicado pela Konami para o Game Boy Advance (GBA) da Nintendo. O jogo foi lançado em 2001 e foi o primeiro título da franquia feito para o console.
Circle of the Moon foi o último jogo a possuir o título Akumajō Dracula até o lançamento de Castlevania: Dawn of Sorrow, já que neste período os jogos da franquia adotaram o nome Castlevania até mesmo no Japão. Quando Koji Igarashi tornou-se o diretor geral da série, durante o lançamento de Castlevania Chronicles para PlayStation,Circle of the Moon é uma estória secundária que se passa em um mundo alternativo.
Apesar de ter recebido críticas de Igarashi, o jogo foi bem recebido pelos críticos, sendo listado dentre os melhores jogos do GBA e vendendo mais de 500 mil cópias.

## Jogabilidade
Circle of the Moon faz uso do estilo de rolagem lateral em 2D, similar a vários títulos anteriores da franquia. O objetivo do protagonista, Nathan Graves, é invadir o castelo infestado de monstros em busca de seu mentor, que foi sequestrado. Como vários protagonistas anteriores, Nathan usa um chicote para atacar e derrotar os inimigos, ou uma das armas secundárias: machado, crucifixo, água benta, adaga, ou um relógio. Corações, geralmente encontrados nas velas e candelabros, são usados como munição para as armas secundárias.
O jogo segue um estilo de jogabilidade não-linear: no início, Nathan só pode acessar algumas áreas do castelo, mas ao obter habilidades extras, passa a poder explorar cada vez mais áreas. Ele também encontra salas com a habilidade de teleportá-lo para diferentes áreas do castelo, e outras salas que podem restaurar sua vida e salvar o jogo. O jogo automaticamente atualiza o mapa do castelo para refletir o progresso de Nathan.
Circle of the Moon incorpora elementos de role-playing. Nathan possui diversos atributos: pontos de vida, pontos de magia, força, defesa, inteligência e sorte. Inimigos derrotados podem deixar cair vários itens e equipamentos, e proveem pontos de experiência que, ao atingirem certos valores, fazem com que Nathan suba de nível, incrementando seus atributos. Derrotar os chefes permite que o jogador adquira novas habilidades, que abrem possibilidades para explorar mais áreas do castelo.
Um sistema de cartas mágicas, Dual Set-up System (DSS), foi adicionado ao jogo, permitindo que o jogador encontre cartas que estão em duas categorias: "ação" e "atributo". Cada uma das dez cartas de ação recebe o nome de um dos Deuses Harmoniosos da mitologia romana e determinam o tipo de magia que será performada, enquanto que as dez cartas de atributo recebem o nome de criaturas da mitologia grega/romana e adicionam um efeito à magia. Para produzir um efeito mágico, o jogador combina uma carta de cada categoria, em um total de cem possíveis combinações. Em uma área específica do castelo, a Battle Arena, pontos de magia de Nathan são absorvidos, fazendo com que as cartas DSS fiquem temporariamente inutilizadas.

### Modos alternativos
Circle of the Moon possui quatro modos alternativos de jogo, que devem ser completados em ordem, visto que completar um modo destrava o próximo:
- Magician: quando o jogador finalizar o jogo pela primeira vez, receberá um código que pode ser colocado como nome do personagem ao começar um novo jogo no modo Magician, no qual Nathan possui força e defesa diminuídas, mas com inteligência aumentada e todas as vinte cartas DSS disponíveis.
- Fighter: não permite o uso de cartas DSS, mas aumenta a força e a defesa.
- Shooter: penaliza a força, defesa, e pontos de vida, mas permite uma quantidade maior de corações serem carregados, possibilitando que Nathan use adagas teleguiadas.
- Thief: reduz a força e defesa, mas aumenta a sorte consideravelmente.

## Enredo
O jogo se passa em 1830, e o protagonista é Nathan Graves, cujos pais se sacrificaram dez anos antes para banir o Conde Dracula. Morris Baldwin, que auxiliou a banir Dracula no passado, treinou seu filho, Hugh Baldwin, e Nathan, para derrotarem os monstros e o próprio Dracula. Mas, para o desgosto de Hugh, Morris escolheu Nathan como o seu sucessor para receber o Hunter Whip.
Em um antigo castelo, Camilla, uma serva de Dracula, o revive, sendo interrompida pela chegada de Morris, Nathan e Hugh. Antes deles conseguirem bani-lo novamente, Dracula destrói o chão abaixo de Nathan e Hugh, fazendo-os cair através de um longo túnel. Sobrevivendo à queda, e querendo reencontrar seu pai, Hugh deixa Nathan para trás, e Nathan parte sozinho em busca de seu mentor. No caminho, ele descobre que na próxima lua cheia a alma de Morris será utilizada para restaurar Dracula ao seu poder completo. Nathan periodicamente encontra Hugh, que se torna cada vez mais hostil com o passar do tempo. Eventualmente, Nathan encontra Camilla, que insinua que ela e Dracula são responsáveis pelas mudanças na personalidade de Hugh. Nathan elimina Camilla, e encontra Hugh mais uma vez. Imediatamente após avistá-lo, Hugh o ataca com o objetivo de provar ao seu pai que é capaz de derrotar Nathan. Entretanto, Nathan percebe que Dracula está controlando-o e, após derrotá-lo, quebra o controle de Dracula sobre Hugh. Confessando ter questionado seu próprio valor ao ver Nathan ser escolhido por seu próprio pai, Hugh deixa que Nathan continue e tente salvar Morris.
Nathan confronta Dracula, que confirma ter influenciado a alma de Hugh para mudar sua personalidade. Ambos começam a batalhar até que Dracula se teleporta para restaurar todos os seus poderes. Hugh aproveita a oportunidade para resgatar seu pai, e deixa Nathan lidar com Dracula. Nathan continua a batalha e derrota Dracula, escapando do castelo em colapso e se reunindo com Morris e Hugh.

## Desenvolvimento
Desenvolvido pela Konami Computer Entertainment Kobe (KCKE), Circle of the Moon foi escolhido como o título de lançamento para o Game Boy Advance. Na Tokyo Game Show de 2000, uma versão demo foi apresentada, tendo dois personagens selecionáveis: Hugh e Nathan. A opção de controlar Hugh não foi lançada na versão final do jogo.
Circle of the Moon foi publicado pela Konami no Japão em 21 de março de 2001, na América do Norte em 11 de junho de 2001, e nas regiões PAL em 22 de junho de 2001. O jogo também foi relançado como parte da coleção Konami the Best no Japão em 3 de novembro de 2005, além de ser publicado para o Virtual Console do Wii U na América do Norte em 9 de outubro de 2014.

### Exclusão da cronologia
Em 2002, Circle of the Moon, junto de Castlevania Legends, Castlevania 64 e Legacy of Darkness, foram removidos da cronologia oficial por Koji Igarashi, uma decisão que gerou críticas dos fãs. Igarashi afirmou que a razão para Circle of the Moon ter sido removido não foi por ele não estar envolvido no desenvolvimento, mas porque era a intenção do time que o desenvolveu que este fosse um título stand-alone. Em 2006, o 20th Anniversary Pre-order Bundle de Portrait of Ruin apresentou um pôster que adicionou esses jogos (com exceção de Legends) de volta à cronologia. Em 2007, a Konami continuou a excluí-los do cânone em sua página oficial. Posteriormente, voltou a ser apresentada na cronologia da Konami, com Igarashi esclarecendo que via os jogos como "uma subsérie de Castlevania".

## Recepção
Circle of the Moon foi recebido com aclamação crítica. No Metacritic, alcançou a 12ª melhor avaliação dentre os jogos do Game Boy Advance, recebendo também uma pontuação de 91 de 100, indicando "aclamação universal". Foi colocado na 108ª posição da lista de melhores jogos feitos para um console da Nintendo, pela lista de Top 200 Games da revista Nintendo Power.
A revista japonesa Famitsu o avaliou com nota 27/40. Craig Harris, da IGN, o chamou de "um dos melhores jogos de Castlevania já lançados", afirmando que a jogabilidade era "muito longa e extremamente desafiadora, sem ser frustrante ou trabalhosa". Entretanto, também apontou que devido aos gráficos escuros, teve dificuldades de ver alguns detalhes, e que a animação dos personagens parecia ter sido "arrancada de um desenvolvimento do Game Boy Color". A GameSpot o avaliou com nota 9.6/10. A GamePro o avaliou com 5.0, sua maior nota, afirmando que ele seguiu os mesmos passos do jogo Castlevania mais aclamado, Symphony of the Night, com gráficos ricos e uma história interessante. Gaming Target elogiou a fluidez das animações, apesar de também citar os gráficos escuros e a falta de rejogabilidade. Adicionalmente, também elogiaram o sistema DSS, descrevendo-o como uma das melhores novidades do título. RPGamer também elogiou o novo sistema, chamando-o de "um sopro de ar fresco" quando combinado com as ideias já existentes na franquia, afirmando que a baixa rejogabilidade era significantemente melhorada com a utilização dos vários modos alternativos, dizendo que as forças/fraquezas de cada modo forçavam a utilização de novas estratégias. Apesar de suas críticas ao enredo e elementos reciclados, chamaram o jogo de "Segunda Sinfonia da Konami".
A GameSpy, enquanto afirmando que os gráficos eram problemáticos, atribuíram o problema ao console e não ao jogo, adicionando que "é um jogo de horror sobre Dracula, você não gostaria de muita luz ao seu redor, por acaso?". Também elogiou a música do jogo e os efeitos sonoros como apropriados para o título, apesar de criticar a falta de inteligência artificial decente nos inimigos. Tim Turi, da Game Informer, achou que esse foi o primeiro jogo que imitou o estilo de Symphony of the Night, mas criticou os visuais escuros.
Circle of the Moon vendeu mais de 500 mil cópias, com mais de 300 mil vendidas na América do Norte, e cerca de 200 mil na Europa.

### Críticas de Igarashi
Apesar do sucesso do jogo, o produtor da série, Koji Igarashi, que não esteve envolvido na produção deste título, foi crítico do jogo. Ao desenvolver o Harmony of Dissonance, citou em uma entrevista várias falhas que achou que deveriam ter sido retificadas no design de Circle of the Moon, primariamente o esquema de controles e a aparência escura dos gráficos no Game Boy Advance. Adicionalmente, criticou o sistema de cartas DSS, afirmando que ele "não se encaixava com o universo que Castlevania havia criado durante os anos", apesar de ter admitido que era um bom sistema.
Em 2002, Circle of the Moon foi removido da cronologia oficial da série, em uma ação que gerou resistência dos fãs. Igarashi afirmou que a razão para a remoção não foi ele não ter se envolvido com o jogo, mas que a intenção do time de desenvolvimento era que Circle of the Moon fosse um título stand-alone.